# Laurinda Hoygaard
Laurinda de Jesus Fernandes Hoygaard é uma professora universitária, economista, consultora de negócios e empresária angolana.
Em 1997 tornou-se reitora universitária e a primeira mulher a dirigir uma universidade em Angola. Foi decana da Faculdade de Economia da Universidade Agostinho Neto até 2013, quando aposentou-se. Entre 2013 e 2015 serviu também como reitora da Universidade Privada de Angola.

## Percurso
Laurinda licenciou-se em economia pela Universidade de Luanda, e fez o seu doutoramento em ciências económicas pela Universidade Técnica de Dresden, Alemanha. A sua carreira académica, científica e administrativa foi feita na Universidade Agostinho Neto, tendo sido eleita como primeira reitora desta comunidade académica em 1997. É especialista em disciplinas de macroeconomia, política e desenvolvimento económico, entre outras. Em simultâneo com o seu percurso estudantil e profissional exerceu altos cargos em ministérios e comissões da administração pública. Exerce também funções de consultoria, na elaboração de estudos, projectos e acções de formação profissional, em instituições universitárias e outras organizações, nacionais e internacionais.
É membro fundador de organizações nacionais e internacionais. Em Angola, participou e organizou diversos fóruns de debate. Esteve também presente em variadas conferências internacionais em representação de Angola, quer no âmbito universitário quer de outras organizações como a Comunidade de Desenvolvimento da África Austral.
Sua eleição como reitora da Universidade Agostinho Neto (UAN) aconteceu em 1997 e foi a primeira vez que uma mulher passou a dirigir uma universidade no país. Dado que Laurinda recusou acatar as imposições à gestão da Universidade, julgando ser este um ataque frontal a independência acadêmico-científica da instituição, o judiciário julgou por bem afastar a reitora e seu corpo administrativo definitivamente de suas funções em 1999 sob indicação do Ministério da Educação do professor Mário Fresta, da Faculdade de Medicina da UAN, como seu substituto. Em resposta, ela processou e venceu em tribunal contra o Ministério da Educação de Angola por ter perdido sua posição de reitora da Universidade para outra pessoa apontada pelo Ministro.
Fez parte do júri dos Prêmios Personalidades do Ano de 2018 do Novo Jornal, de Luanda.
Em 2021, foi escolhida como um dos nomes que integram o Conselho Econômico e Social, criado pelo presidente de Angola com o objetivo de assegurar uma participa o mais activa dos seus integrantes na programação e execução das tarefas do desenvolvimento nacional, em uma relação mais estreita entre o Governo e a sociedade civil. O Conselho é formado por especialistas e gestores, com experiência ao nível nacional e internacional, que irão cumprir um mandato de dois anos.

## Obras
- 2005: Accountability on the Move. The Parliament of Angola. CMI Working Paper. [11]

## Reconhecimentos e Prêmios
- 2012: Eleita Diva da Educação[12]